# 北マケドニアのイスラム教

マケドニアのムスリム分布図

本項目では北マケドニアのイスラム教について記述する。

## 概要
ムスリムは北マケドニアの総人口の約4分の1を占めるが、その大多数はアルバニア人で、以下トルコ人やロマ、ボシュニャク人の他トルベシュ人が続く。なお、日本の外務省は、総人口のうち7割がキリスト教（マケドニア正教）、イスラム教を3割としている。

## 歴史
マケドニアは紀元前から開けており、アルバニア、セルビア、コソボ、ブルガリア、ギリシャの5国に隣接する地の利から、古代ローマやビザンツ帝国、スラヴの他、オスマン帝国などの影響を多分に受けてきた。欧州初のキリスト教徒はマケドニア人女性であったように、全体としてはキリスト教色が強いのが特徴とされる。
6世紀から7世紀にかけてスラヴ人が定住し始めるが、1389年のコソボの戦いを機に、15世紀以降オスマン帝国の支配下に入る。スコピエにバザールが建造、オスマン様式のモスクやハンマームも建てられ、殷賑を極めてゆく。
内政面では非ムスリムが信仰の維持を認められたものの、税制や待遇において不平等を強いられたため、イスラム教への改宗が進んだ。
5世紀にわたり隆盛を誇ったオスマン帝国も、第一次世界大戦後の1922年にトルコ革命が発生し崩壊を余儀無くされる。これと前後して、1918年には現在のマケドニアも含む地域にセルビア人・クロアチア人・スロベニア人王国が建国。
その後ヨシップ・ブロズ・チトーの下でユーゴスラビア社会主義連邦共和国が1945年に成立、マケドニアも社会主義共和国としての道を歩むこととなる。チトーは「7つの国境、6つの共和国、5つの民族、4つの言語、3つの宗教、2つの文字、1つの国家」（この中には当然にムスリムも入る）から成る多民族国家を運営するが、1991年に独立を宣言するに至る。
マケドニア正教徒が多数を占めるマケドニア人との折り合いは悪く、2001年にはアルバニア系住民が地位改善を求め、大規模な反政府活動を展開（マケドニア紛争）。これに対し政府は、欧州連合（EU）や北大西洋条約機構（NATO）の仲介を得て、アルバニア語を公用語として認めること、地位向上のための法改正を行うことを確約して、和平合意に至ったため事態は収束に向かう。
現在でもスコピエの旧市街地にはモスクが点在し、ロマや黒いスカーフを被った女性、イスラム帽を被った男性が見られるという。また、祝祭日としてラマダン明けの日が設定されており、2014年は7月28日となっている 。

## 人口

### 民族

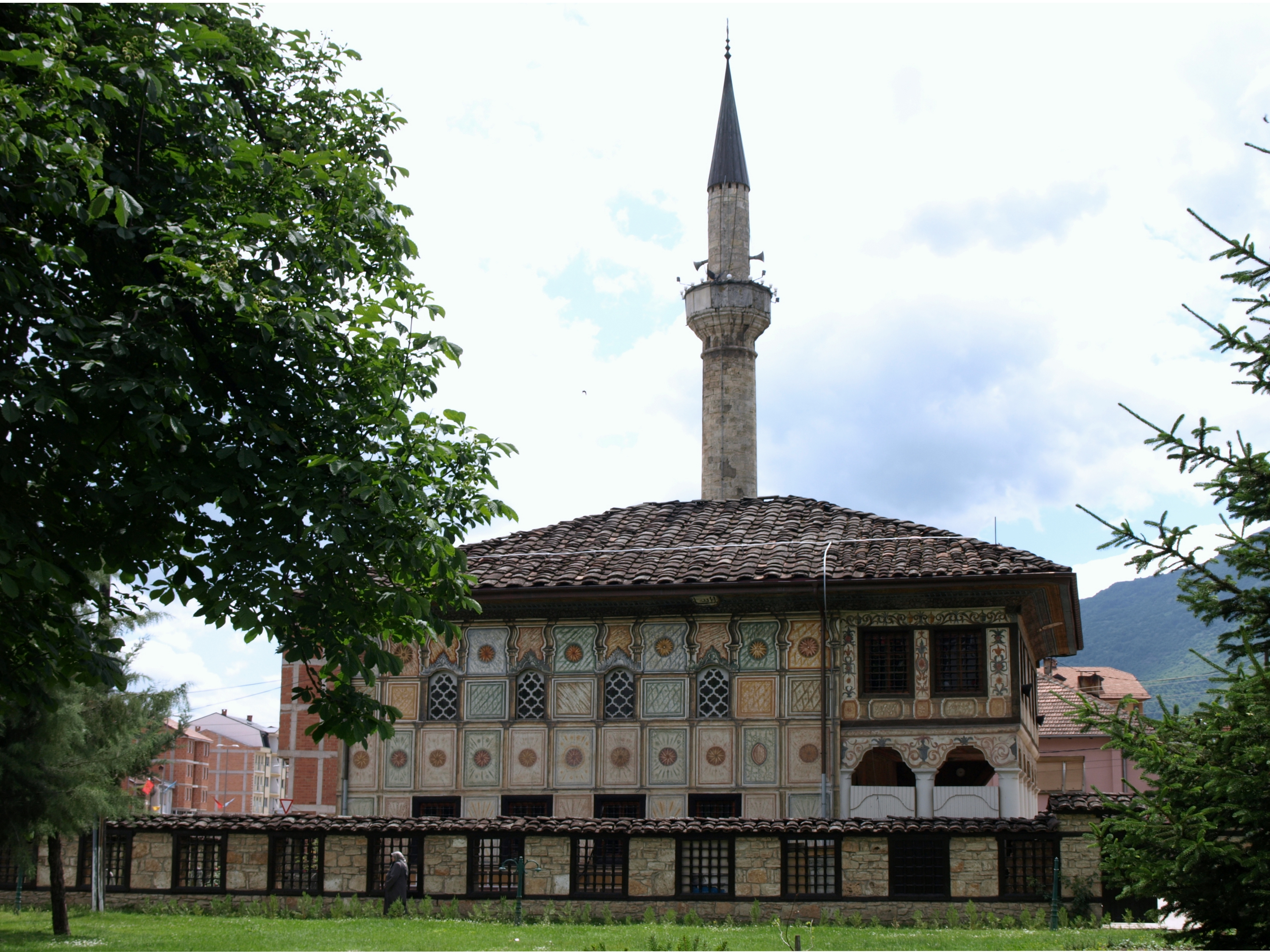
1438年テトヴォに建てられたモスク

総人口の約25%、かつムスリムのほとんどを占めるアルバニア系ムスリムは、ポログや西部に集中。総人口の約4%に当たるトルコ人やロマ系ムスリムは、国内の主要都市を中心に点在しており、ボシュニャク人は専らスコピエに居住している。マケドニア系ムスリムは約40,000人から100,000人おり、ストルガなど西部に多い。
| 順位 | 民族集団                               | 人口           |
| ---- | -------------------------------------- | -------------- |
| 1    | アルバニア人                           | 509083         |
| 2    | マケドニア系スラヴ人                   | 40000 - 100000 |
| 3    | トルコ人                               | 77959          |
| 4    | ロマ                                   | 53879          |
| 5    | ボシュニャク人（非マケドニア系スラヴ） | 17018          |

### 人口の変遷
下表は各年におけるムスリム人口とその割合を示す。ムスリム人口は今後も増え続け、2030年までには総人口の推計40.3%となる見込み。
| 年   | 人口   | 割合   |
| ---- | ------ | ------ |
| 1904 | 634000 | 36.76% |
| 1912 | 384000 | 33.47% |
| 1921 | 269000 | 31.43% |
| 1948 | 314603 | 27.29% |
| 1953 | 388515 | 29.78% |
| 1961 | 338200 | 24.05% |
| 1971 | 414176 | 25.14% |
| 1981 | 546437 | 28.62% |
| 1991 | 611326 | 30.06% |
| 1994 | 581203 | 30.04% |
| 2002 | 674015 | 33.33% |

## ギャラリー

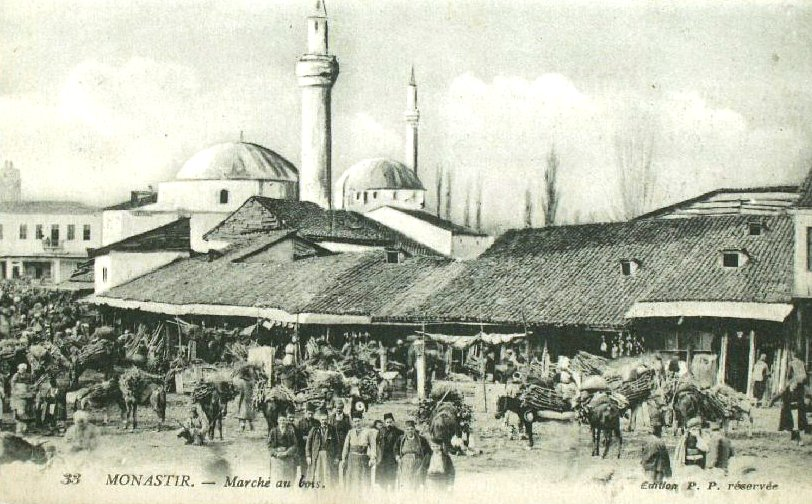
ビトラのバザール（1914年）
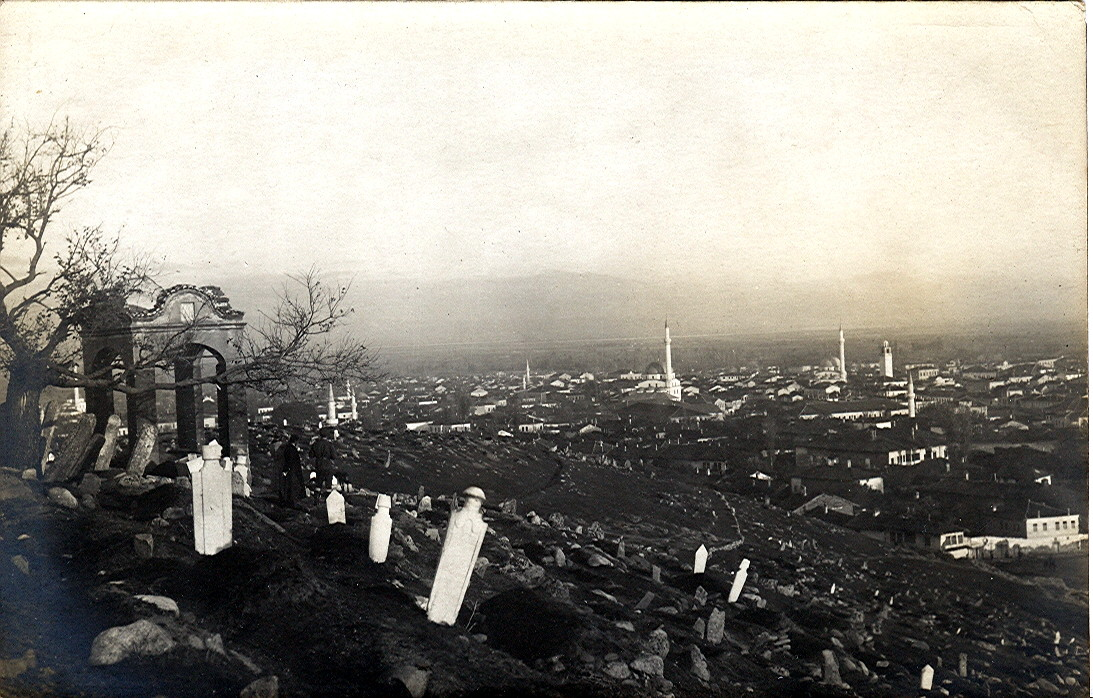
ビトラ
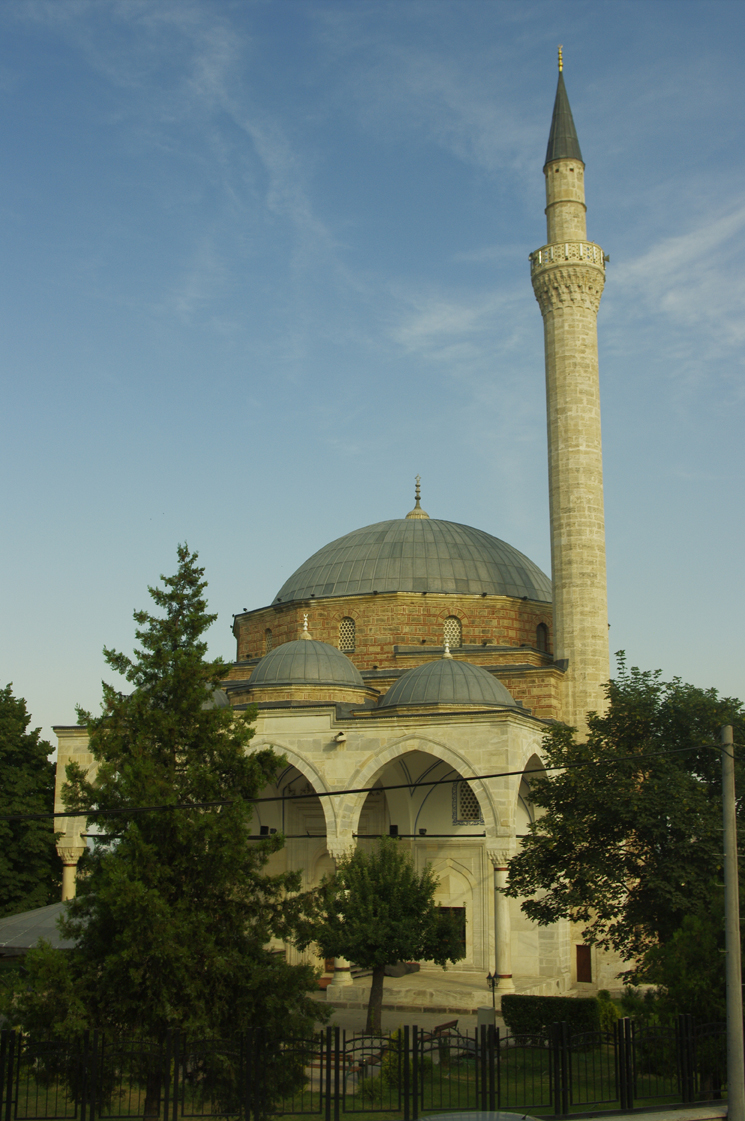
ムスタファ・パシャモスク
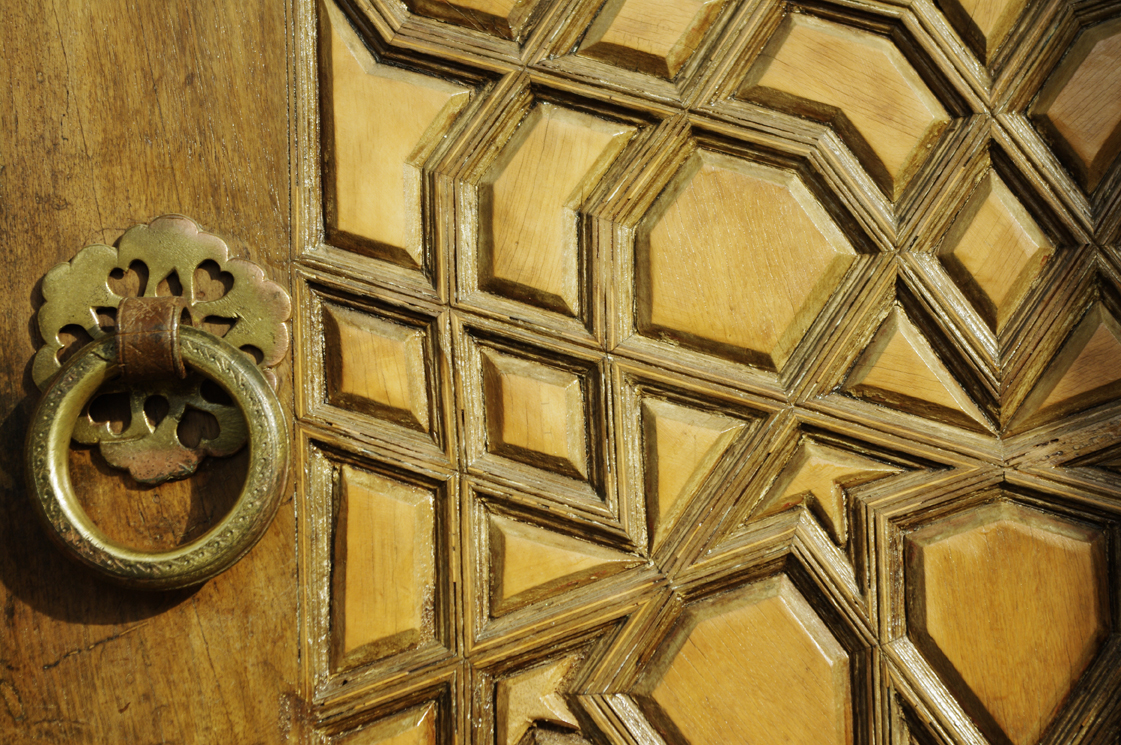
ムスタファ・パシャモスクの扉の細部
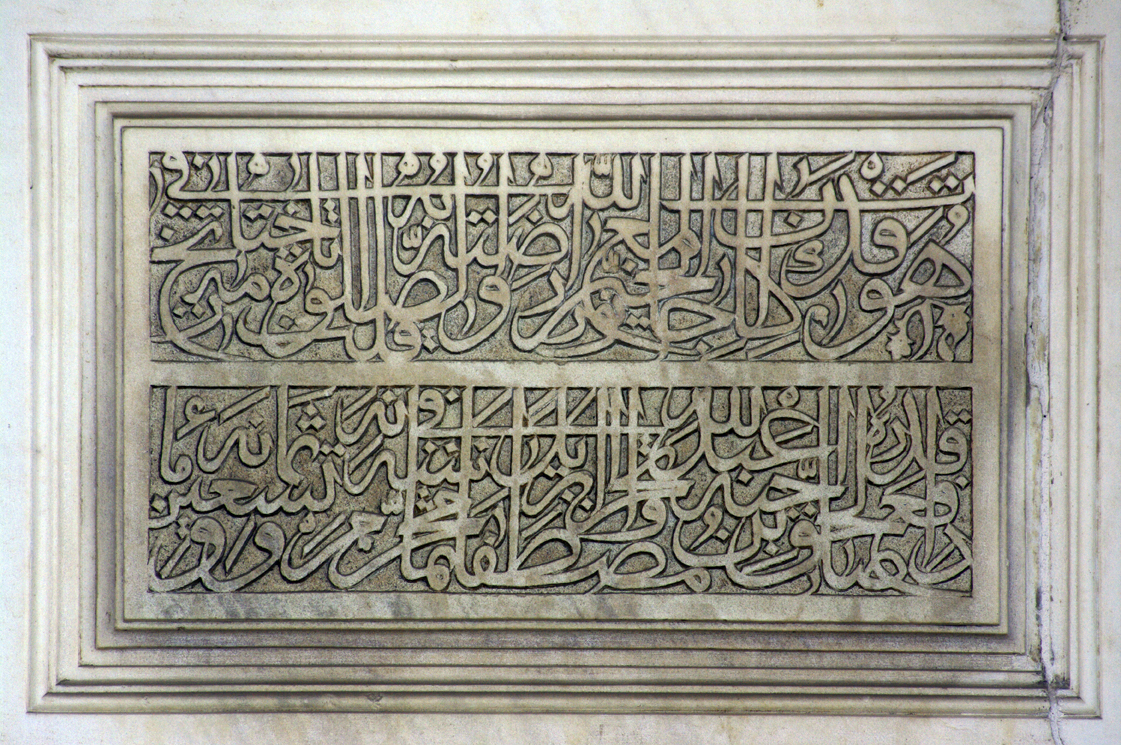
ムスタファ・パシャモスク内にあるアラビア文字のレリーフ